# St. Stephanus (Hamburg-Eimsbüttel)

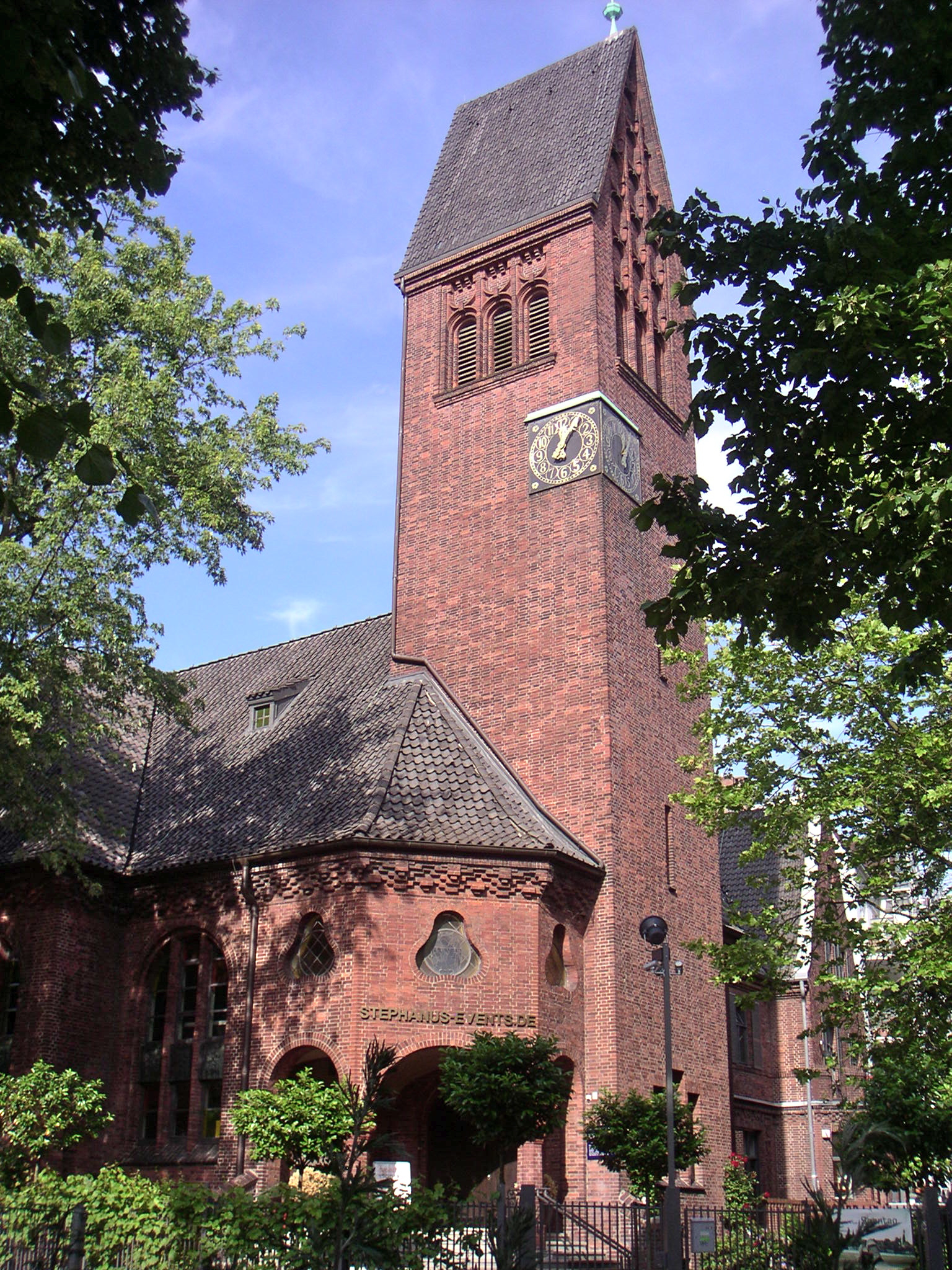
Ansicht von Westen (2012)

St. Stephanus in Hamburg-Eimsbüttel ist eine 2005 entwidmete evangelische Kirche und beherbergt heute eine Medienagentur. Sie liegt an der Einmündung der Sartoriusstraße in die Lutterothstraße. Im baulich verbundenen ehemaligen Pastoratsgebäude befindet sich eine Kindertagesstätte.

## Bau und Nutzung bis 2005
Das von den Architekten Hermann Distel und August Grubitz entworfene und 1912 eingeweihte Backsteingebäude entstand als drittes und kleinstes Kirchengebäude der stark wachsenden Eimsbütteler Gemeinde. Es wurde auf einem recht kleinen Grundstück errichtet und verbindet Kirche und Pastorat in einem Gebäudekomplex, bei dem nur der Turm die Nutzung auf den ersten Blick deutlich machte. Die Lage an einer Straßenecke wird durch den Turm und die diagonale Treppenanlage zur Vorhalle betont. Der ursprüngliche Kirchenraum ist ein breiter Saal mit angesetzten flachen Seitenschiffen.
Die in dunklen Klinkern ausgeführten Fassaden sind sparsam dekoriert und erzeugen zusammen mit dem für eine städtische Kirche recht niedrigen Turm einen zurückhaltenden Eindruck. Das Gebäude steht in der Tradition norddeutscher Backsteinbauten im Sinne des Heimatstils. Den harmonischen Gesamteindruck hat bereits 1914 Julius Faulwasser besonders lobend erwähnt.
Nach dem Zweiten Weltkrieg diente das unzerstörte Gebäude als Notunterkunft.
1956 bis 1957 Jahren veranlasste die damals selbständige Gemeinde St. Stephanus eine Bausanierung und Neugestaltung der Innenräume durch die Architekten Hopp und Jäger. Dabei wurde nicht nur der baufällige Betonboden ersetzt, sondern gleichzeitig die alte Empore und große Teile der ursprünglichen Ausstattung entfernt. Unter anderem enthielt die Kirche ein Mosaik von Claus Wallner.
Die Kirche wurde 1998 in die evangelisch-lutherische Kirchengemeinde Eimsbüttel eingegliedert. Am Palmsonntag 2005 wurde die Kirche von der Bischöfin Maria Jepsen entwidmet und Altar, Bibel und Kreuz in einer Prozession in die nahe gelegene Apostelkirche verbracht.

## Nutzung nach 2005
2008 kaufte Privatinvestor Torsten Reim die Kirche, die durch den Architekten Rainald Mülhens renoviert und zur Event-Galerie umgenutzt wurde. Im Stephanus-events fand seit dem 1. April 2010 ein Café-Betrieb statt, der zum Ende des gleichen Jahres zu Gunsten der Nutzung als Event Location wieder eingestellt wurde. Seit Juli 2012 befindet sich in der ehemaligen Kirche eine Medienagentur.
Von September 2010 bis Juni 2012 nutzte die evangelische Projektgemeinde jesusfriends die Räume für Gottesdienste und weitere Veranstaltungen.
Die ehemalige Kirche wird seit 2. Januar 2022 zum Verkauf angeboten.

## Fotografien und Karte
Koordinaten: 53° 34′ 55″ N, 9° 56′ 38″ O

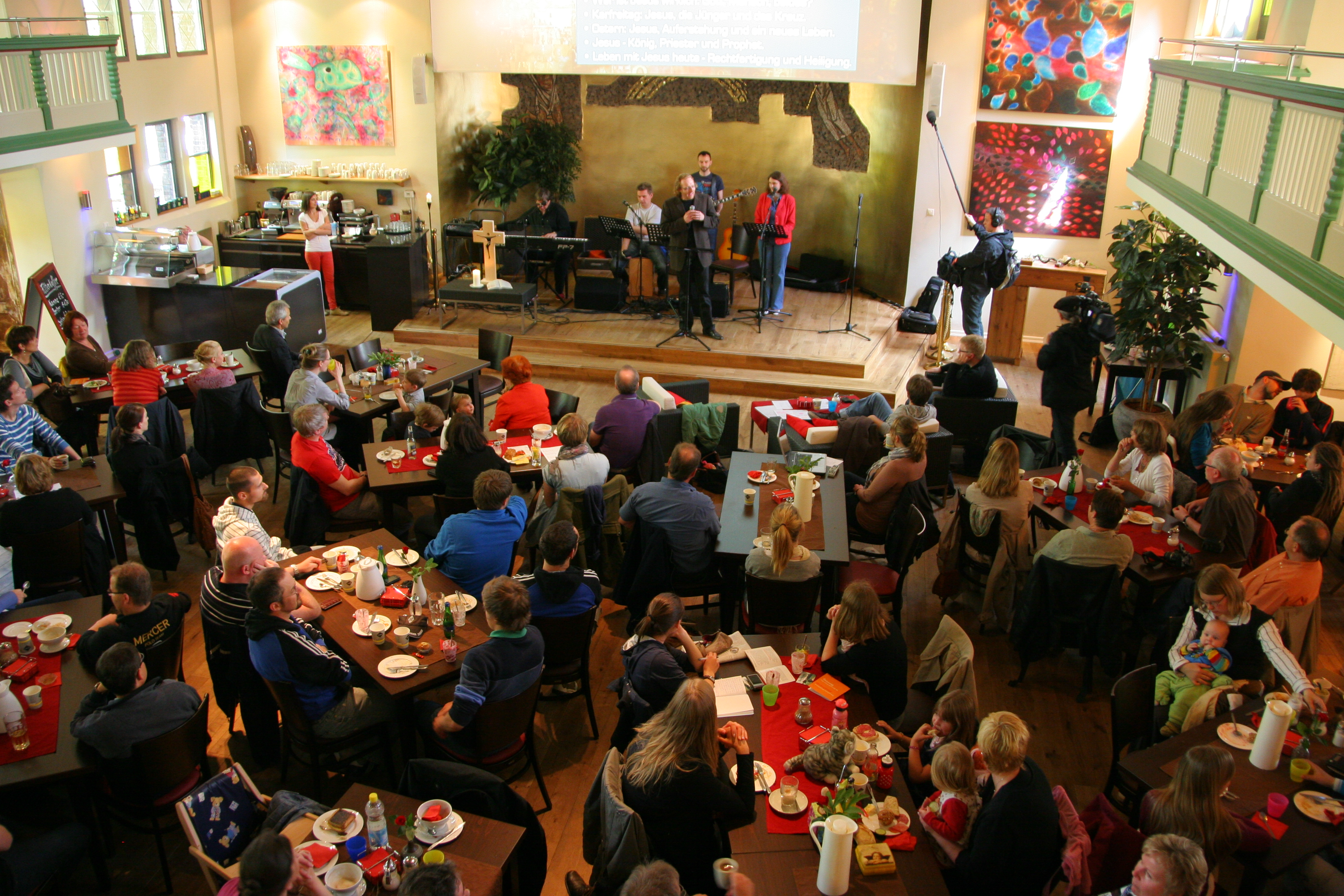
Innenansicht während eines Gottesdienstes der Jesusfriends
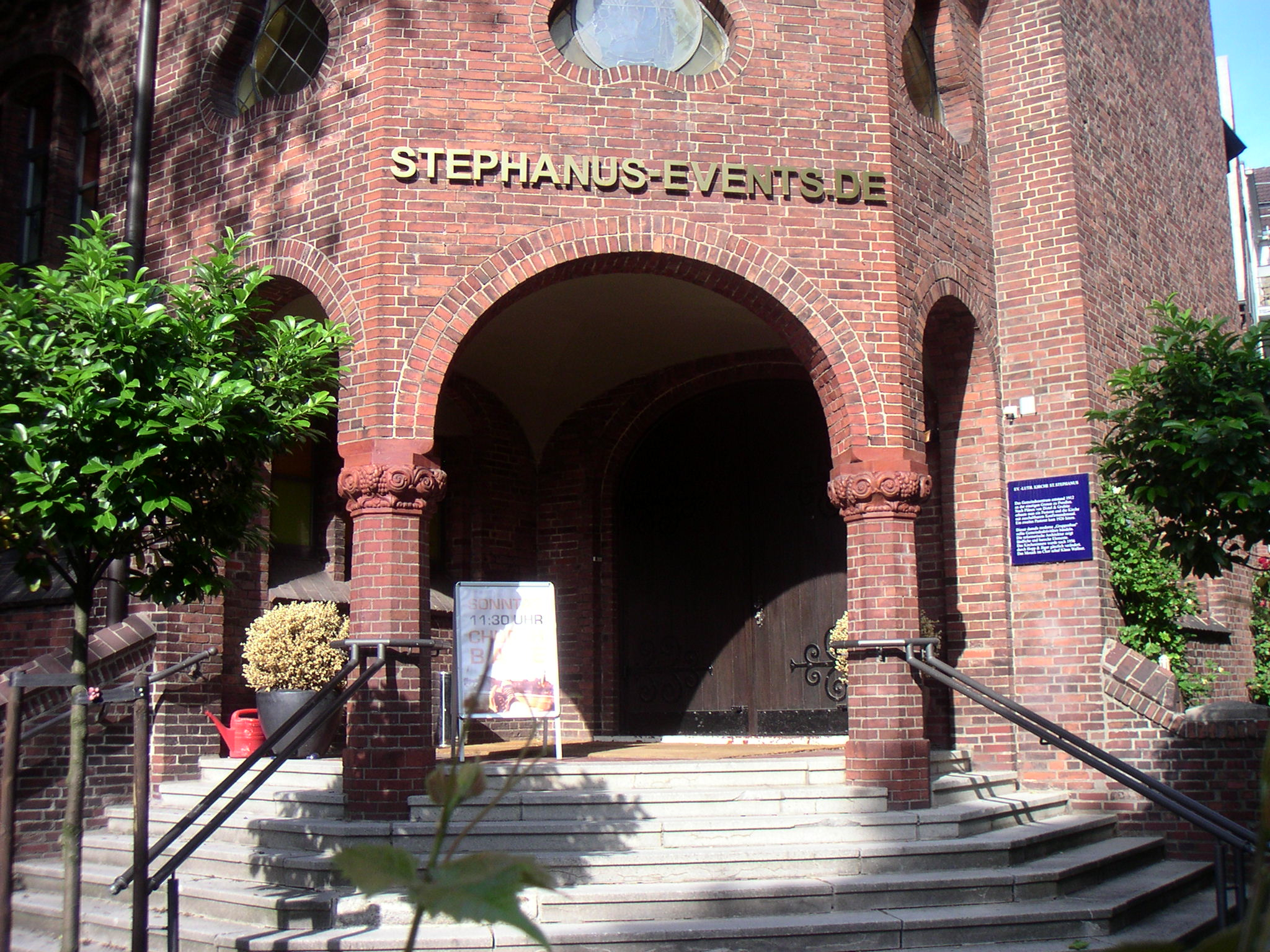
Eingangsbereich (2012)